# Isagali Szärypow
Isagali Szärypow (ur. 15 stycznia 1905 we wsi Dołgoje w guberni astrachańskiej, zm. 23 lutego 1976) – radziecki i kazachski polityk, przewodniczący Prezydium Rady Najwyższej Kazachskiej SRR w latach 1961-1965.
1921-1924 sekretarz i przewodniczący rady w rodzinnej wsi, od 1926 w WKP(b), 1926-1928 propagandysta gubernialnego komitetu partyjnego w Astrachaniu, 1928-1932 studiował na Komunistycznym Uniwersytecie Robotników Wschodu, 1932-1934 pracownik aparatu Komsomołu, 1934-1937 ponownie propagandysta partyjny, 1937-1938 kierownik wydziału propagandy i agitacji Komunistycznej Partii Kazachstanu obwodu wschodniokazachstańskiego, 1938-1939 przewodniczący komitetu wykonawczego w tym obwodzie, 1939-1953 zastępca przewodniczącego Rady Komisarzy Ludowych (od 1946 Rady Ministrów) Kazachskiej SRR, od 18 marca 1940 członek KC KPK, 1941-1945 stały przedstawiciel Rady Komisarzy Ludowych Kazachskiej SRR w Radzie Komisarzy Ludowych ZSRR, 1953-1954 przewodniczący miejskiego komitetu wykonawczego w Ałma-Acie, 1954-1956 przewodniczący Rady Związków Zawodowych Kazachskiej SRR, 1956-1960 stały przedstawiciel Rady Ministrów Kazachskiej SRR przy Radzie Ministrów ZSRR. Od 3 stycznia 1961 do 4 kwietnia 1965 przewodniczący Prezydium Rady Najwyższej Kazachskiej SRR. Od 1 lutego 1961 członek Biura Politycznego KC KPK, od 31 października 1961 do 29 marca 1966 członek Centralnej Komisji Rewizyjnej KPZR.